# Lebedivka, Kameanka
Lebedivka (în ucraineană Лебедівка) este o comună în raionul Kameanka, regiunea Cerkasî, Ucraina, formată numai din satul de reședință.

## Demografie
Componența lingvistică a comunei Lebedivka
     Ucraineană (98,98%)
     Rusă (1,02%)
Conform recensământului din 2001, majoritatea populației comunei Lebedivka era vorbitoare de ucraineană (98,98%), existând în minoritate și vorbitori de rusă (1,02%).